# Trinity Palmetto Point
Trinity Palmetto Point é uma paróquia de São Cristóvão e Neves localizada na ilha de São Cristóvão. Sua capital é a cidade de Boyd's.